# Bram Suijker
Bram Suijker (1989) is een Nederlands acteur. In de tv-show Vliegende Hollanders speelt hij Anthony Fokker.
Hij studeerde in 2013 af aan de Toneelacademie Maastricht. Tijdens zijn studie was hij te zien in series als Van God Los (2012) en Volgens Robert (2013) en de korte films Sky High (2012, regie Shady El-Hamus) en Ballen (2013, Janne Schmidt). Sinds 2016 is hij verbonden aan Het Nationale Theater. In 2022 werd de Louis d'Or, de toneelprijs voor de beste mannelijke hoofdrol, aan hem toegekend.